# Гуле, Мишель
Мише́ль Бернар Гуле́ (фр. Michel Bernard Goulet; род. 21 апреля 1960, Péribonka, Квебек) — канадский хоккеист, левый нападающий.

## Карьера
В 1978—1979 годах выступал за «Бирмингем Буллз» (ВХА). В 1979—1990 годах в «Квебек Нордикс». В 1990—1994 годах играл за «Чикаго Блэкхокс». Всего в чемпионатах НХЛ провёл 1089 матчей и набрал 1153 очка (548 голов + 605 передач). В 1980-е годы 4 раза за сезон набирал более 100 очков. Лучший результат — 122 очка (56+66) в сезоне 1983/84. 16 февраля 1992 года забросил свою 500-ю шайбу в НХЛ.
Занимает 32-е место в истории НХЛ по голам (по состоянию на начало сезона 2024/25). Сыграл 92 матча в плей-офф Кубка Стэнли и набрал 78 очков (39+39).
Обладатель Кубка Канады 1984 и 1987 годов. В драматичном финале Кубка Канады 1987 года играл в сильнейшей тройке сборной Канады Гуле — Гретцки — Лемьё. Во 2-й игре, в Copps Coliseum в Гамильтоне, команды, обмениваясь голами, вновь со счётом 5:5 подошли к овертайму. Было сыграно 2 овертайма и в середине последнего канадцам удалось забить усилиями Марио Лемьё.
Завершил карьеру в 1994 году вскоре после травмы головы, полученной в матче в Монреале.
В 1998 году введён в Зал хоккейной славы.
Гуле — двоюродный дядя 4-кратного олимпийского чемпиона по шорт-треку Шарля Амлена и олимпийского чемпиона Франсуа Амлена.